# Pere Berenguer
Pere Berenguer (ur. ??? – zm. 1???) – hiszpański duchowny katolicki, biskup Seo de Urgel od 1123 roku do 1141 roku.